# Lőw Sámuel
Lőw Sámuel (Pápa, 1846. szeptember 11. – Budapest, Terézváros, 1936. szeptember 19.) magyar orvos, belgyógyász, balneológus. Lőw Lipót szegedi főrabbi fia. Testvérei Loew N. Vilmos amerikai ügyvéd, újságíró, Lőw Tóbiás jogász, szakíró és féltestvére Lőw Immánuel főrabbi. Lőw Tibor ítélőtáblai tanácselnök, jogi író nagybátyja.

## Élete
Lőw Lipót főrabbi és Schwab Leontin harmadik gyermekeként született. Középiskoláit Szegeden végezte, majd Bécsben folytatta egyetemi tanulmányait, ahol 1871-ben orvossá avatták. 1873-ban Budapesten telepedett le. 1876-tól két évtizeden keresztül a Pester medizinisch-chirurgische Presse főszerkesztőjeként dolgozott. Számos értekezést írt, főként közegészségügyi kérdésekről. A Budapesti Orvos-egyesülete elnöke volt. Az Első Magyar Általános Biztosító Társaság főorvosaként is tevékenykedett. 1891 után szerkesztette a Magyar Szent Korona Országai Balneológiai Egyesületének évkönyvét. volt. 1893-ban életfogytig tartó megbízatással az Országos Közegészségügyi Orvosi Tanács tagja lett. 1895-ben a Budapesti Orvosi Segélyegylet elnökéül választotta. Részt vett az Országos Balneológiai Egyesület megalakításában, s évekig az egyesület főtitkáraként működött. 1898. augusztus 27-én megkapta a Ferenc József-rend lovagkeresztjét. Fiatal kora óta jelentős szerepet vállalt a zsidó felekezeti közéletben. Vezetője volt a Pesti Izraelita Hitközség kórházainak, illetve tagja a hitközség képviselőtestületének.

## Magánélete
Házastársa Schwarz Leoni volt.

## Művei
- Az orvosi titoktartás életbiztosítási szempontból (Budapest, 1897)
- Az orvosi kamarákról (magyarul és németül, Budapest, 1900)